# 毛卫宁
毛卫宁（1963年7月13日—），中国大陆导演。2003年凭借电视剧《誓言无声》获得第23届中国电视飞天奖最佳导演奖。代表作有电视剧《誓言无声》、《这里的黎明静悄悄》、《十送红军》、《平凡的世界》等。